# North Somerset
North Somerset es una autoridad unitaria ubicada en el condado ceremonial de Somerset (Inglaterra, Reino Unido). Según la Oficina Nacional de Estadística británica, North Somerset tiene una superficie de 373,79 km².

## Historia
North Somerset fue anteriormente un distrito no metropolitano del antiguo condado de Avon, creado bajo el nombre de Woodspring por la Ley de Gobierno Local de 1972, que entró en vigor el 1 de abril de 1974, como una fusión del antiguo municipio de Weston-super-Mare, los distritos urbanos de Clevedon y Portishead, el distrito rural de Long Ashton, y parte del también distrito rural de Axbridge. El 1 de abril de 1996, con la abolición del condado de Avon, Woodspring pasó a ser una autoridad unitaria con el nombre de North Somerset.

## Ciudades y pueblos
- Abbots Leigh 609
- Backwell 4,284
- Banwell 2,010
- Blagdon 1,029
- Bleadon 879
- Churchill 1,089
- Cleeve 754
- Clevedon 21,188
- Congresbury 2,997
- Failand 721
- Felton 645
- Kewstoke 901
- Leigh Woods 571
- Locking 1,761
- Long Ashton 5,592
- Nailsea 16,006
- Pill (/ Easton-in-Gordano) 4,851
- Portishead 26,182
- Tickenham 586
- Weston-super-Mare 87,584
- Winford 1,192
- Winscombe 4,638
- Wrington 1,995
- Yatton 7,010

## Demografía
Según el censo de 2001, North Somerset tenía 188 564 habitantes (48,59% varones, 51,41% mujeres) y una densidad de población de 504,47 hab/km². El 18,99% eran menores de 16 años, el 71,13% tenían entre 16 y 74, y el 9,88% eran mayores de 74. La media de edad era de 41,53 años. 
Según su grupo étnico, el 98,62% de los habitantes eran blancos, el 0,57% mestizos, el 0,34% asiáticos, el 0,12% negros, el 0,22% chinos, y el 0,13% de cualquier otro. La mayor parte (96,17%) eran originarios del Reino Unido. El resto de países europeos englobaban al 1,74% de la población, mientras que el 0,56% había nacido en África, el 0,94% en Asia, el 0,32% en América del Norte, el 0,05% en América del Sur, el 0,19% en Oceanía, y el 0,03% en cualquier otro lugar. El cristianismo era profesado por el 74,98%, el budismo por el 0,17%, el hinduismo por el 0,1%, el judaísmo por el 0,09%, el islam por el 0,24%, el sijismo por el 0,03%, y cualquier otra religión por el 0,35%. El 16,58% no eran religiosos y el 7,45% no marcaron ninguna opción en el censo.
El 37,88% de los habitantes estaban solteros, el 45,73% casados, el 1,69% separados, el 7,16% divorciados y el 7,54% viudos. Había 79 985 hogares con residentes, de los cuales el 29,16% estaban habitados por una sola persona, el 7,96% por padres solteros con o sin hijos dependientes, el 61,19% por parejas (52,85% casadas, 8,34% sin casar) con o sin hijos dependientes, y el 1,69% por múltiples personas. Además, había 2401 hogares sin ocupar y 416 eran alojamientos vacacionales o segundas residencias.